# Fuans
Fuans är en kommun i departementet Doubs i regionen Bourgogne-Franche-Comté i östra Frankrike. Kommunen ligger i kantonen Pierrefontaine-les-Varans som tillhör arrondissementet Pontarlier. År 2022 hade Fuans 472 invånare.

## Befolkningsutveckling
Antalet invånare i kommunen Fuans
Referens:INSEE